# Grbe (Chorwacja)
Grbe – wieś w Chorwacji, w żupanii zadarskiej, w mieście Nin. W 2011 roku liczyła 190 mieszkańców.